# Luddspröding
Luddspröding (Psathyrella tenuicula) är en svampart som tillhör divisionen basidiesvampar, och som först beskrevs av Petter Adolf Karsten, och fick sitt nu gällande namn av L. Örstadius och Seppo Huhtinen. Luddspröding ingår i släktet Psathyrella, och familjen Psathyrellaceae. Arten är reproducerande i Sverige.